# Heinrich Julius Bruns

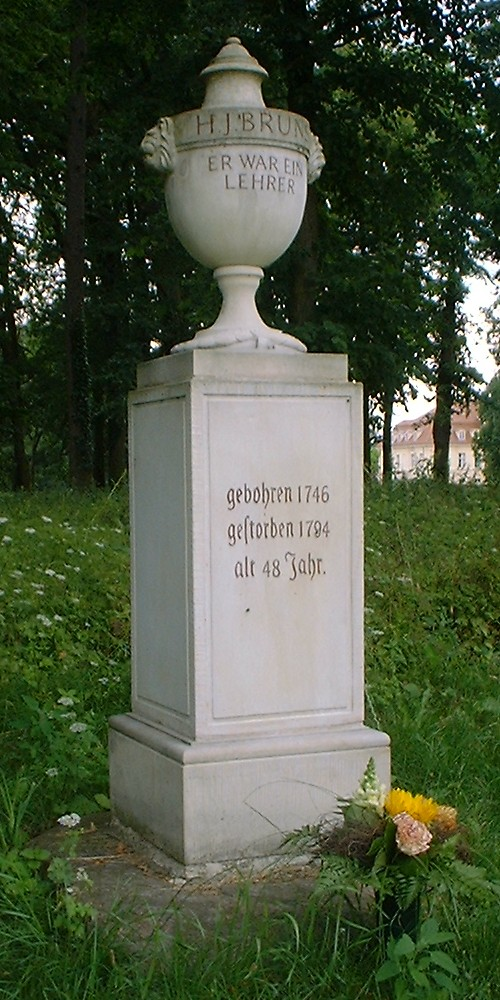
Bruns-Denkmal in Reckahn

Heinrich Julius Bruns (* 29. Juni 1746 in Rohrsheim, Fürstentum Halberstadt; † 23. September 1794 in Reckahn, Mark Brandenburg) war ein brandenburgisch-preußischer Lehrer und Schulmeister.

## Leben
Nachdem Heinrich Julius Bruns außergewöhnliche Schulleistungen gezeigt hatte, erhielt er eine Freistelle (für begabte Kinder aus weniger bemittelten Familien) an der Halberstädter Domschule Stephaneum unter dem Rektorat von Christian Gottfried Struensee. Auch dort waren seine Leistungen überdurchschnittlich.
Im Jahr 1765 lernte er Friedrich Eberhard von Rochow, auch Domherr in Halberstadt, näher kennen und dieser stellte ihn als Schreiber und Musikus auf Schloss Reckahn an. Er öffnete Bruns seine Bibliothek und sprach mit ihm über eine bessere Landschule. In Vorbereitung auf den reformpädagogischen Unterricht übten sie im Reckahner Gutspark die Unterrichtsmethode. Obwohl Bruns 1771 als Lehrer und Organist zurück nach Halberstadt gegangen war, bewarb er sich nach dem Tod des vorhergehenden Kantors in Reckahn auf die freigewordene Lehrerstelle, die Bestandteil der Kantor- und Organistenstelle war. Er erhielt die Stelle zum 2. Januar 1773 und hatte sie bis zu seinem Tod inne. 1774 wurde auch das neugebaute Schulgebäude in Reckahn bezogen. So wurde er zum wichtigsten Mitarbeiter F. E. von Rochows bei der praktischen Umsetzung von dessen Bildungsreform.

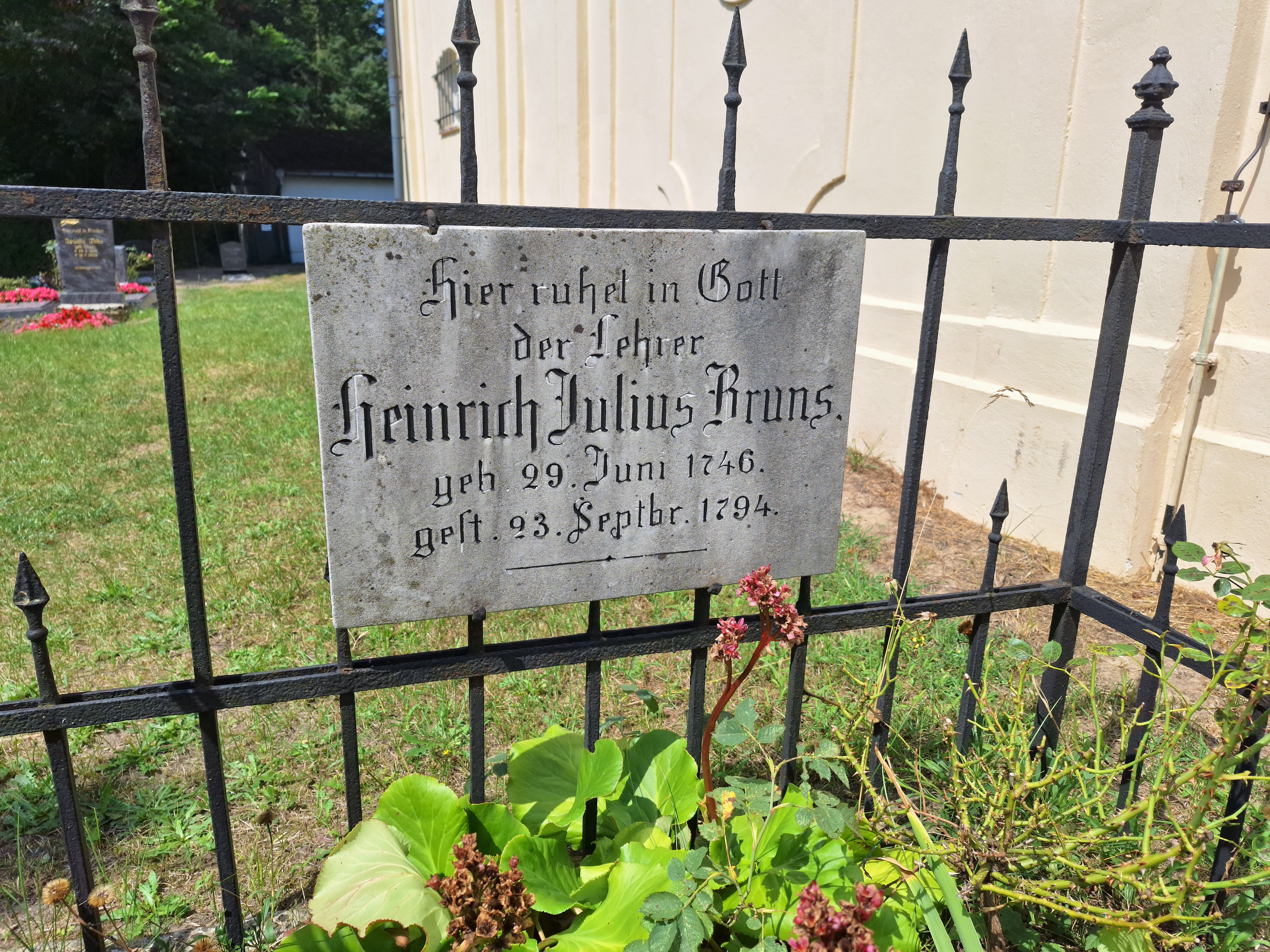
Grab in Reckahn

Die Schule galt als „Muster aller Landschulen“ und zog viele Besucher an, darunter Lehrer, Geistliche, preußische Beamte und Wissenschaftler. Bruns führte eigenhändig ein „Verzeichnis der Besucher der Reckahnschen Schule“, das im Rochow-Museum in Reckahn erhalten ist. Unter 1200 Besuchern in zwei Jahrzehnten befand sich 1777 auch der Halberstädter Domdechant Ernst Ludwig Christoph Spiegel zu Desenberg, der nach einem Gespräch mit F. E. von Rochow über die Einrichtung eines Landschullehrerseminars 1778 in Halberstadt das erste preußische Lehrerseminar gründete.
Bruns heiratete 1776 und nach dem Tod seiner Frau erneut 1782. Aus erster Ehe hatte er drei und aus zweiter Ehe vier Kinder. Er starb 1794 an Schwindsucht. Sein Grab befindet sich auf dem Kirchfriedhof unmittelbar südlich der Dorf- und Schlosskirche Reckahn.

## Ehrungen
- Im Gutspark des Herrenhauses Reckahn ließ Friedrich Eberhard von Rochow ein Denkmal für Bruns errichten; die Inschrift lautet: „H. J. Bruns. Er war ein Lehrer.“
- Ein Ausstellungsraum im Schulmuseum Reckahn.
- Die neue Grund- und Oberschule im Ortsteil Lehnin der Gemeinde Kloster Lehnin trägt seit August 2011 seinen Namen.